# Nycticorax
Nycticorax is een geslacht van vogels uit de familie van de reigers (Ardeidae).

## Soorten
Het geslacht kent de volgende soorten:
- Nycticorax caledonicus – Rosse kwak
- Nycticorax nycticorax – Kwak

### Uitgestorven
- † Nycticorax duboisi – Réunionkwak
- † Nycticorax mauritianus – Mauritiuskwak
- † Nycticorax megacephalus – Rodrigueskwak
- † Nycticorax olsoni – Ascensionkwak